# بيلكور (كيبك)
بيلكور (بالإنجليزية: Belcourt, Quebec)‏ هي بلدية محلية في كيبيك تقع في كندا في La Vallée-de-l'Or.  يقدر عدد سكانها بـ 239 نسمة ومساحتها 420.60 كم2 .

## تاريخ
بعد بناء السكك الحديدية الوطنية العابرة للقارات ، فتحت المنطقة للاستعمار. كانت المستوطنة الجديدة تسمى في الأصل مقهى أو قهوة، مأخوذة من اسم محطة السكة الحديد، ولكن أعيدت تسميتها إلى جوليت، على اسم أول مستوطن دائم، لويس جوليت. في عام 1915، وصل مع عائلته وموظفيه، البالغ عددهم 68 شخصًا، لتشغيل المنشرة التي بناها على ضفاف نهر تاشيرو، بين بحيرتي كاربنتير وكورفيل
في عام 1918، تم دمج المكان باسم بلدية بلدة كاربنتير-إي-كورفيل المتحدة، ولكن استمر تسمية المستوطنة بجوليت. نظرًا لوجود مكتب بريد Goulet بالفعل في مقاطعة Bellechasse ، تمت إعادة تسميته إلى Belcourt في عام 1927، تكريمًا لنابليون أنطوان بلكور (1860-1932). وفي عام 1958، تمت إعادة تسمية البلدية أيضًا وتغيير نظامها الأساسي في نفس الوقت لتصبح بلدية بلكور.

وفي عام 1962، فقدت جزءًا من أراضيها عندما تم إنشاء بلدية شامبنوف .
1. ↑  "Belcourt, Quebec". Wikipedia (بالإنجليزية). 14 Nov 2023.